# ساکی سفلی
ساکی سفلی (اراک)، روستایی از توابع بخش مرکزی شهرستان اراک در استان مرکزی ایران است
ساکی دارای دو بخش ساکی پایین و ساکی بالا است یا به عبارت دیگر ساکی سفلی و ساکی اولیا در یکی سفلی یک مسجد یک پارک و یک رودخانه وجود دارد در مسجد علم و جود دارد که مردم عتقاد زیادی دارند در ساکی مراسم عاشورا و تاسوعا به بهترین شکل عزاداری می‌شود
ظهر تاسوعا عزاداران ساکی سفلی به همراه دسته با نوای عزاداری حسن مشد ناصر به ساکی بالا سینه زنان و لطمه زنان به مسجد ساکی بالا حرکت کرده و نماز جماعت ظهر را در مسجد مذکور برگزار می‌گردد همچنین نماز گزاران بعد از اقامهٔ نماز به صرف قیمه و دوغ محلی پذیرایی شده و محل را ترک می‌کنند اهالی ساکی سفلی به مسجد حضرت ابوالفضل رفته و خود را برای برگزاری مراسم تعزیه آماده می‌نمایند و اما صبح روز عاشورا علی احمد آقا مدیریت امور برگزاری خیمه سوزان را در دست گرفته و به احدی مجال نمی‌دهد در این میان عزاداران خیمه ای را به یاد خیمهٔ امام سجاد بالای سر قرار داده و عزاداران حاجتمند جهت حاجت روایی از زیر آن عبور می‌کنند و ادای احترام می‌نمایند بعد از برگزاری مراسم‌ها در حیاط مسجد جمع گشته و زنان در یک سو و مردان در سوی دیگری آماده برای پذیرایی می‌شوند.

## جمعیت
این روستا در دهستان شمس‌آباد (اراک) قرار دارد و براساس سرشماری مرکز آمار ایران در سال ۱۳۸۵، جمعیت آن ۲۰۴ نفر (۵۶خانوار) بوده‌است.